# Kauko Nyström
Pour les articles homonymes, voir Nyström.
Kauko Kalervo Nyström (né le 3 mars 1933 à Somero et décédé le 1er février 2009) est un athlète finlandais spécialiste du saut à la perche.

## Biographie

### Palmarès
| Date | Compétition           | Lieu     | Résultat | Performance |
| ---- | --------------------- | -------- | -------- | ----------- |
| 1962 | Championnats d'Europe | Belgrade | 3e       | 4,60 m      |

### Records
| Épreuve          | Épreuve   | Performance | Lieu     | Date              |
| ---------------- | --------- | ----------- | -------- | ----------------- |
| Saut à la perche | Plein air | 4,83 m      | Mänttä   | 23 juillet 1963   |
| Saut à la perche | Salle     | 4,79 m      | Winnipeg | 25 janvier 1964   |
| Décathlon        | Décathlon | 6 399 pts   | Hambourg | 23 septembre 1956 |